# Herb Kanady
Herb Kanady – to jeden z symboli państwowych Kanady.

## Historia i symbolika
Herb został ustanowiony 30 kwietnia proklamacją królewską Jerzego V i przyjęty 21 listopada 1921 roku. Jego oficjalna nazwa brzmi: ang. The Arms of His Majesty in Right of Canada.
Na herb Kanady składają się następujące elementy:
- Pięciopolowa tarcza nawiązująca do rodowodu pierwotnych kolonizatorów Kanady:
  - W polu 1 czerwonym – trzy lwy kroczące patrzące (lamparty) – złote jeden nad drugim (herb Anglii).
  - W polu 2 złotym – czerwony lew – wspięty, otoczony podwójną bordiurą tej samej barwy usianą przemiennie kwiatami lilii (herb Szkocji).
  - W polu 3 błękitnym – irlandzka złota harfa (herb Irlandii).
  - W polu 4 błękitnym – trzy burbońskie lilie (fleurs de lis) w układzie 2,1, symbolizujące pierwiastek frankofoński – godło francuskich dynastii królewskich.
  - W polu 5 srebrnym – trzy czerwone liście[1] klonowe razem (Zobacz też sekcje:  Klon w herbie).
- okrągła wstęga, na której spoczywa tarcza, częściowo ją zakrywając. Wstęga posiada złote obramowania i wypisana jest na niej złotymi literami łacińska sentencja Desiderantes  Meliorem  Patriam, która znaczy: „Pragnęli lepszego kraju”. Jest to dodana do herbu w 1994 roku wstęga „Orderu Kanady” (Zobacz też sekcje:  Historyczne herby).
- królewski, złoty hełm zwieńczający tarczę, z labrami w oficjalnych kolorach Kanady, czerwonymi, podbitymi srebrem (Zobacz też: flaga Kanady).
- w klejnocie złoty lew kroczący patrzący (leopard) ukoronowany brytyjską koroną królewską, na srebrno-czerwonym zawoju, trzymający w podniesionej przedniej prawej łapie pojedynczy liść klonu. Lew jest symbolem gubernatora generalnego Kanady. W tej samej formie występuje na oficjalnej fladze gubernatora.
- tarczę podtrzymują:
  - z prawej wspięty złoty lew z flagą brytyjską na maszcie (z lewej strony) – lew symbolizuje tu majestat i siłę.
  - z lewej szkocki srebrny jednorożec wspięty, trzymający burbońską flagę na maszcie (z prawej strony) – jednorożec symbolizuje czystość i idealizm.
- pod tarczą wstęga – błękitna ze złotym obramowaniem i mottem Kanady zapisanym złotymi literami – A Mari usque ad Mare – „Od morza do morza”, pochodzącym z psalmu 72,8
- motyw roślinny obejmujący herb od dołu. W nim umieszczone są roślinne symbole narodowe:
  - angielska róża
  - szkocki oset
  - irlandzka koniczyna
  - francuska lilia
- herb zwieńczony jest brytyjską królewską koroną św. Edwarda symbolizującą monarchiczność Kanady.

### Klon w herbie
Klon jest powszechnie spotykanym drzewem we wschodniej Kanadzie. Istnieje także jego czerwona odmiana, której liście, gdy są dojrzałe, przyjmują głęboki bordowo-czerwony kolor. Klon miał olbrzymie znaczenie gospodarcze dla Indian. Odkryli oni, że jego pień po nacięciu wydziela słodki sok. Po odpowiednim zagęszczeniu otrzymywano z niego syrop klonowy, który dla Indian i kolonistów był jedynym źródłem węglowodanów w czasie długich i srogich kanadyjskich zim. Tak klon stał się symbolem przetrwania.
Trzy liście klonu wyrastające z tej samej gałęzi reprezentują mieszkańców Kanady: pierwotnych – Indian, pierwszych francuskich i angielskich osadników, oraz imigrantów, głównie z Europy, którzy przybyli później. W dziewiętnastym wieku klonowy liść zaczął być, stopniowo, identyfikowany z Kanadą. Użyto go oficjalnie, po raz pierwszy, jako symbolu Kanady, podczas wizyty księcia Walii w 1860 r. W czasie I wojny światowej symbol klonowego liścia włączono do oznak wielu kanadyjskich oddziałów.

## Historyczne herby

Herb z 1868
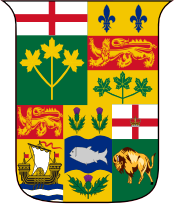
Herb z 1870
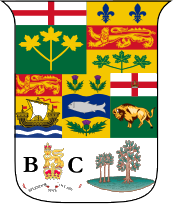
Herb z 1873
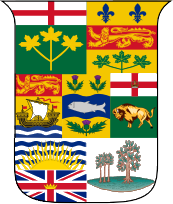
Herb z 1896
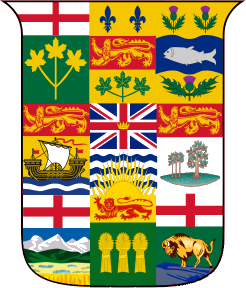
Herb z 1907
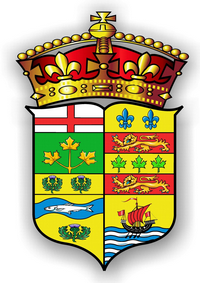
Herb Dominium Kanady (1905–1921)
Herb Kanady (1921–1957)
Herb Kanady  (1957–1994)
Herb Kanady (1994 – obecnie)